# Vila Fria (Felgueiras)
Vila Fria ist ein Ort und eine ehemalige Gemeinde (Freguesia) im portugiesischen Kreis Felgueiras. Die Gemeinde hatte 629 Einwohner (Stand 30. Juni 2011).
Am 29. September 2013 wurden die Gemeinden Vila Fria und Vizela (São Jorge) zur neuen Gemeinde União das Freguesias de Vila Fria e Vizela (São Jorge) zusammengeschlossen. Vila Fria ist Sitz dieser neu gebildeten Gemeinde.